# Achilles '29
L'Achilles '29 è una società calcistica olandese con sede a Groesbeek, militante nella Eerste Klasse, la sesta serie nazionale.

## Storia
L'Achilles '29 fu fondato nel 1929 Fino al 2009/2010 ha disputato la Hoofdklasse, il massimo livello dei campionati dilettantistici olandesi. Con l'istituzione della Topklasse come massimo campionato dilettantistico nella stagione 2010/2011, l'Achilles '29 è passato in Topklasse, campionato che si è aggiudicato nella stagione 2011-2012, battendo in finale lo Spakenburg, rinunciando però alla promozione in Eerste Divisie.
Nella stagione 2012-2013 l'Achilles '29 si riaggiudica il girone della domenica della Topklasse, ma viene sconfitto in finale dal Katwijk. A seguito della riunicia degli avversari, viene tuttavia ammesso in Eerste Divisie, debuttando fra i professionisti il 2 agosto 2013 pareggiando 2-2 in trasferta contro l'Emmen. Dopo 4 anni in Eerste Divisie, la stagione 2016-17 termina con un disastroso ultimo posto, che condanna il club alla retrocessione in Tweede Divisie. Tempo solo una stagione e l’Achilles retrocede nuovamente, questa volta in Topklasse, concludendo all’ultimo posto nel girone della domenica.

## Rosa 2017-2018
Aggiornata al 2 settembre 2017
| N. |                        | Ruolo | Calciatore                 |
| -- | ---------------------- | ----- | -------------------------- |
| 1  | Paesi Bassi (bandiera) | P     | Timo Plattel               |
| 2  | Curaçao (bandiera)     | D     | Derwin Martina             |
| 3  | Curaçao (bandiera)     | D     | Shuremy Felomina           |
| 4  | Paesi Bassi (bandiera) | D     | Mart Raterink              |
| 5  | Paesi Bassi (bandiera) | D     | Marijn de Kler             |
| 6  | Tunisia (bandiera)     | C     | Kürşad Sürmeli             |
| 7  | Paesi Bassi (bandiera) | C     | Boy van de Beek            |
| 8  | Paesi Bassi (bandiera) | C     | Christoff Dias de Oliveira |
| 9  | Paesi Bassi (bandiera) | A     | Guyon Philips              |
| 10 | Marocco (bandiera)     | A     | Imran Oulad Omar           |
| 12 | Paesi Bassi (bandiera) | P     | Alex Joosten               |
| 13 | Paesi Bassi (bandiera) | C     | Jop van Steen              |

| N. |                        | Ruolo | Calciatore          |
| -- | ---------------------- | ----- | ------------------- |
| 14 | Paesi Bassi (bandiera) | C     | Joey Dekkers        |
| 15 | Afghanistan (bandiera) | C     | Omid Popalzay       |
| 16 | Paesi Bassi (bandiera) | P     | Simon van Beers     |
| 17 | Paesi Bassi (bandiera) | A     | Freek Thoone        |
| 18 | Paesi Bassi (bandiera) | C     | Boy van de Beek     |
| 19 | Paesi Bassi (bandiera) | A     | Sem Witteveen       |
| 20 | Paesi Bassi (bandiera) | C     | Nicky van de Groes  |
| 21 | Paesi Bassi (bandiera) | D     | Migiel Zeller       |
| 22 | Paesi Bassi (bandiera) | A     | Levi Raja Boean     |
| 23 | Paesi Bassi (bandiera) | C     | Daniël van Straaten |
| 24 | Paesi Bassi (bandiera) | A     | Robin Deckers       |

## Rosa 2016-2017
Aggiornata al 25 settembre 2016
| N. |                        | Ruolo | Calciatore      |
| -- | ---------------------- | ----- | --------------- |
| 1  | Paesi Bassi (bandiera) | P     | Leon ter Wielen |
| 2  | Paesi Bassi (bandiera) | D     | Mischa Boelens  |
| 3  | Paesi Bassi (bandiera) | D     | Barry Beijer    |
| 4  | Paesi Bassi (bandiera) | D     | Mehmet Dingil   |
| 5  | Paesi Bassi (bandiera) | D     | Kenny Elders    |
| 6  | Paesi Bassi (bandiera) | C     | Eef van Riel    |
| 7  | Paesi Bassi (bandiera) | C     | Daan Paau       |
| 8  | Paesi Bassi (bandiera) | C     | Kürșad Sürmeli  |
| 9  | Paesi Bassi (bandiera) | A     | Brain Bogers    |
| 10 | Paesi Bassi (bandiera) | A     | Thijs Hendriks  |
| 12 | Paesi Bassi (bandiera) | P     | Alex Joosten    |
| 13 | Paesi Bassi (bandiera) | C     | Jop van Steen   |

| N. |                        | Ruolo | Calciatore          |
| -- | ---------------------- | ----- | ------------------- |
| 14 | Paesi Bassi (bandiera) | C     | Joey Dekkers        |
| 15 | Afghanistan (bandiera) | C     | Omid Popalzay       |
| 16 | Paesi Bassi (bandiera) | P     | Simon van Beers     |
| 17 | Paesi Bassi (bandiera) | A     | Freek Thoone        |
| 18 | Paesi Bassi (bandiera) | C     | Boy van de Beek     |
| 19 | Paesi Bassi (bandiera) | A     | Sem Witteveen       |
| 20 | Paesi Bassi (bandiera) | C     | Nicky van de Groes  |
| 21 | Paesi Bassi (bandiera) | D     | Migiel Zeller       |
| 22 | Paesi Bassi (bandiera) | A     | Levi Raja Boean     |
| 23 | Paesi Bassi (bandiera) | C     | Daniël van Straaten |
| 24 | Paesi Bassi (bandiera) | A     | Robin Deckers       |

## Rosa 2015-2016
Aggiornata al 25 settembre 2015
| N. |                        | Ruolo | Calciatore      |
| -- | ---------------------- | ----- | --------------- |
| 1  | Paesi Bassi (bandiera) | P     | Leon ter Wielen |
| 2  | Paesi Bassi (bandiera) | D     | Mischa Boelens  |
| 3  | Paesi Bassi (bandiera) | D     | Barry Beijer    |
| 4  | Paesi Bassi (bandiera) | D     | Mehmet Dingil   |
| 5  | Paesi Bassi (bandiera) | D     | Kenny Elders    |
| 6  | Paesi Bassi (bandiera) | C     | Eef van Riel    |
| 7  | Paesi Bassi (bandiera) | C     | Daan Paau       |
| 8  | Paesi Bassi (bandiera) | C     | Kürșad Sürmeli  |
| 9  | Paesi Bassi (bandiera) | A     | Brain Bogers    |
| 10 | Paesi Bassi (bandiera) | A     | Thijs Hendriks  |
| 12 | Paesi Bassi (bandiera) | P     | Alex Joosten    |
| 13 | Paesi Bassi (bandiera) | C     | Jop van Steen   |

| N. |                        | Ruolo | Calciatore          |
| -- | ---------------------- | ----- | ------------------- |
| 14 | Paesi Bassi (bandiera) | C     | Joey Dekkers        |
| 15 | Afghanistan (bandiera) | C     | Omid Popalzay       |
| 16 | Paesi Bassi (bandiera) | P     | Simon van Beers     |
| 17 | Paesi Bassi (bandiera) | A     | Freek Thoone        |
| 18 | Paesi Bassi (bandiera) | C     | Boy van de Beek     |
| 19 | Paesi Bassi (bandiera) | A     | Sem Witteveen       |
| 20 | Paesi Bassi (bandiera) | C     | Nicky van de Groes  |
| 21 | Paesi Bassi (bandiera) | D     | Migiel Zeller       |
| 22 | Paesi Bassi (bandiera) | A     | Levi Raja Boean     |
| 23 | Paesi Bassi (bandiera) | C     | Daniël van Straaten |
| 24 | Paesi Bassi (bandiera) | A     | Robin Deckers       |

## Rosa 2014-2015
Rosa aggiornata al 2 ottobre 2014
| N. |                        | Ruolo | Calciatore      |
| -- | ---------------------- | ----- | --------------- |
| 1  | Paesi Bassi (bandiera) | P     | Leon ter Wielen |
| 2  | Paesi Bassi (bandiera) | D     | Steven Edwards  |
| 3  | Paesi Bassi (bandiera) | D     | Tim Sanders     |
| 4  | Paesi Bassi (bandiera) | D     | Mehmet Dingil   |
| 5  | Paesi Bassi (bandiera) | D     | Tim Konings     |
| 6  | Paesi Bassi (bandiera) | C     | Lion Kaak       |
| 7  | Paesi Bassi (bandiera) | C     | Daan Paau       |
| 8  | Paesi Bassi (bandiera) | C     | Twan Smits      |
| 10 | Paesi Bassi (bandiera) | A     | Thijs Hendriks  |
| 11 | Paesi Bassi (bandiera) | D     | Tim Verhoeven   |

| N. |                                 | Ruolo | Calciatore          |
| -- | ------------------------------- | ----- | ------------------- |
| 12 | Paesi Bassi (bandiera)          | P     | Richard Verwoert    |
| 13 | Paesi Bassi (bandiera)          | C     | Jop van Steen       |
| 14 | Paesi Bassi (bandiera)          | A     | Rutger Worm         |
| 15 | Bosnia ed Erzegovina (bandiera) | D     | Stefan Maletić      |
| 17 | Paesi Bassi (bandiera)          | A     | Freek Thoone        |
| 18 | Paesi Bassi (bandiera)          | D     | Kürșad Sürmeli      |
| 20 | Paesi Bassi (bandiera)          | C     | Nicky van de Groes  |
| 21 | Paesi Bassi (bandiera)          | D     | Migiel Zeller       |
| 22 | Paesi Bassi (bandiera)          | A     | Levi Raja Boean     |
| 23 | Paesi Bassi (bandiera)          | C     | Daniël van Straaten |

## Palmarès

### Competizioni nazionali
- Derde Divisie: 2

2011-2012, 2012-2013
- Hoofdklasse: 3

1982-1983, 2005-2006, 2007-2008

## Stadio
L'Achilles '29 disputa le sue partite casalinghe allo stadio Sportpark de Heikant.